# 오초칠국의 난
오초칠국의 난(吳楚七國-亂)은 전한 경제 치세인 기원전 154년 전한의 제후국 오나라의 왕 유비가 주축이 되어 조·교서·초·교동·치천·제남 여섯 나라와 함께 전한 중앙 정부에 일으킨 반란이다. 경제는 어사대부 조조의 과격한 정책을 실행해 제후왕의 죄를 빌미로 조·교서·초나라의 봉토를 삭감했다. 마침내 오나라에도 봉토를 삭감하려 하자, 자신에게 화가 미칠 것을 두려워한 유비는 초·교서·조나라의 제후왕과 공모하여 황제 측근의 간신인 조조를 칠 것을 구실로 선수를 쳐서 군사를 일으켰다.
이 제후왕의 반란은 태위 주아부가 거느린 정부군의 교묘한 전략과 양왕 유무에 항전에 의해 오왕은 살해당하고, 오와 공모한 제후왕도 모두 살해당하여 전란은 불과 3개월 만에 평정되었다. 이 싸움에서 한의 조정이 승리를 거둔 것은 제후왕에 대한 조정의 우위를 결정지어 황제의 권력을 강화하게 되었다. 그런 점에서 전한 초기의 정치사상 오초칠국의 난의 평정이 지닌 의의는 크다고 할 수 있다.

## 오나라
오왕은 영내의 장군(鄣郡)에 구리 광산이 있어 망명객을 불러모아 불법으로 돈을 주조하고, 나라 동쪽에 면한 황해의 바닷물을 끓여 소금을 만들었다. 이 때문에 부세를 걷지 않아도 나라는 풍족했다.
문제 때에 오나라 태자 유현이 입조해 황태자(경제)와 육박을 했는데, 서로 다투다 황태자가 육박 판을 던져 유현을 죽이고 말았다. 한나라에서는 유현의 시체를 오나라로 보내 장사지내게 했는데, 오왕은 장안에서 장사지내지 않은 것에 노해 원망을 품고 입조하지 않았다.

## 삭번과 반발
경제는 태자 시절부터 총애한 조조를 어사대부로 삼았고, 조조는 제후왕의 죄를 물어 지군(제후국 관할의 군 중 서울을 관할하지 않는 지역)을 덜어내도록 청을 올렸다. 경제는 이 문제를 놓고 여러 신하들과 의논했는데, 두영 외에는 아무도 감히 반대하지 못했다. 그리고 조조는 30가지 법령을 바꾸어 제후국들을 소란하게 했다. 조조는 경제에게 올린 청에서 오왕의 반란은 이미 기정사실로 여기고 왕국령을 덜어내면 반란이 일찍 일어나겠지만 피해가 적을 것이라고 했다. 경제와 조조는 세 나라 왕의 죄를 추궁해 그들의 군을 덜어냈다.
- 조왕 유수, 경제 2년 = 조왕 수 26년(기원전 155년) 죄를 지어 상산군을 덜어냄[5][6]
- 초왕 유무, 경제 3년 = 초왕 무 20년(기원전 154년) 효문태후의 상중에 간음했으므로 동해군 혹은 동해군과 설군을 덜어냄[7][8]
- 교서왕 유앙, 작위를 팔고 간음했으므로 여섯 현을 덜어냄(교서국은 교서군 1군만 있는 제후국이라 군을 삭감하는 것은 곧 폐번임)[9]

조정에서는 경제에게 큰 불만을 품고 있는 오나라 지군도 덜어낼 의논을 했고, 오왕은 선수를 쳐 반란을 일으키고자 해 중대부 응고(應高)를 교서왕에게 보내 설득했다. 교서왕은 반란에 가담할 것을 약속하고, 이웃의 제·치천·교동·제남에도 사신을 보내 반란에 함께할 것을 약속받았다.

## 반란 발발
마침내 오나라의 회계·장 두 군을 덜어낸다는 조서가 내려오자 반란은 실현됐다. 다음 일곱 나라의 왕들은 한나라에서 임명한 이천석 이하의 관리를 죽이고 반란에 참여했다.
- 오왕 유비
- 교서왕 유앙
- 교동왕 유웅거
- 치천왕 유현
- 제남왕 유벽광
- 초왕 유무
- 조왕 유수

봉국을 삭감당한 오·교서·초·조 네 나라가 모두 참여했으며, 교서왕이 꾀어들인 교동·치천·제·제남 중 제나라를 제외한 세 나라의 왕도 참여했다. 조나라에서는 승상 건덕(建德)과 내사 왕한(王悍)이 반대해 조왕이 이들을 살라 죽였다. 초나라에서는 승상 장상과 태부 조이오가 반대해 초왕이 이들을 죽였다. 반란에 가담하려 했으나 철회한 왕들도 있었다.
- 제효왕 유장려
- 제북왕(후의 치천의왕) 유지
- 회남왕 유안

제효왕은 반란에 가담하려 한 것을 후회했고, 제북왕은 낭중령에게 겁박당해 출병하지 못했다. 오왕은 이웃한 회남의 세 왕(회남왕·형산왕·여강왕)에게 모두 반란에 가담할 것을 권유했고, 회남왕은 가담하려 했으나 승상이 군권을 받아서는 왕을 배반하고 조정 편을 들었다. 한편 반란 권유를 받았으나 거절하거나 아무런 의사도 보이지 않은 왕들도 있었다.
- 형산왕(후의 제북정왕) 유발
- 여강왕(후의 형산왕) 유사
- 연강왕 유가

형산왕은 오왕의 권유에 불응하고 굳게 한나라 편에 섰다. 여강왕은 반란에는 가담하지 않았으나 민월·동월과 사자를 주고받으며 관망하는 모습을 보였다. 연강왕은 오왕이 제후들에게 발포한 글의 서두에서는 가담 권유를 받는 왕들 중에 언급되지 않으나 중간에 조나라 왕과 함께 반란군 편에서 행동한 기록이 나오는데, 이외에는 반란군 편에서나 진압군 측에서나 전혀 등장하지 않는다.
오왕은 당시 자신의 나이인 62세 미만, 자기 막내아들의 나이인 14세 이상인 사람을 모두 징모하도록 명령을 내려 20여만 명을 준비했다. 또 민월·동월(동구)에 사신을 보내 동조를 꾀했고, 동월은 참여했으나 민월은 참여했다는 기록과 참여하지 않았다는 기록이 함께 있다. 경제 3년(기원전 154년) 정월 갑자일, 오왕은 오나라의 서울 광릉에서 출발해 화이허를 건너, 초왕과 군사를 합치고 제후왕들에게 돌리는 글을 써 교서왕·교동왕·치천왕·제남왕·조왕·초왕·회남왕·형산왕·여강왕·옛 장사왕의 아들에게 반란군에 참여해 함께 작전을 펼치자고 알렸다. 조왕 유수는 흉노와 손을 잡고 군사를 함께하도록 밀약을 맺었다.

### 조정 편의 왕
- 성양공왕 유희
- 양효왕 유무
- 대공왕 유등
- 하간헌왕 유덕
- 임강애왕 유알우
- 회양왕(후의 노공왕) 유여
- 여남왕(후의 강도역왕) 유비
- 광천왕(후의 조경숙왕) 유팽조
- 장사정왕 유발

성양공왕은 여씨를 주멸한 성양경왕의 아들로, 반란군 측에서 아버지와 마찬가지로 조정에 충실한 번왕으로 취급하고 가담을 권유하지 않았다. 나머지 왕들은 모두 문제의 아들과 손자들로, 반란군에서 언급조차 하지 않았다. 책봉된 이유 자체가 오나라와 초나라를 막기 위함인 양효왕은 실제로 오나라·초나라의 침입을 받아 악전고투 끝에 나라를 지켜내고 반란 진압에 공을 세웠다. 이외에 여남왕은 황제에게 상주해 장군인을 받아 오나라를 친히 공격했고, 하간나라에서는 태부 위관을 보내 반란 진압에 참여하도록 했다.

## 경제의 대처
경제는 반란이 일어났다는 소식을 듣자 대사면을 행하고, 주아부를 태위로 삼고, 얼마 전에 종고모 두태후와 불화해 관직을 버리고 칩거 중이었던 두영이 종실과 외척 중에서 가장 현명하다고 판단하여, 그에게 강권해 대장군으로 삼아 반란을 진압하게 했다. 두영은 출진하기 전에 난포와 옛 오나라 재상 원앙 등 재야의 인물들을 천거했다. 주아부는 오나라·초나라 방면을 맡았고, 역기는 조나라를 치러 출진했고, 난포는 조나라를 치러 출진했으며, 두영은 형양에 주둔하면서 조나라와 제나라 방면의 군사를 감독했다.
한편 조조는 원앙이 오왕의 모반을 뇌물을 받고 숨겼다고 탄핵했으나 받아들여지지 않았었고, 원앙은 이 소식을 듣고 두영을 통해 경제를 만났다. 경제는 군사를 낼 일에 대해 조조와 상의했고, 조조는 경제가 친히 출정하면 자신이 조정을 지키고 있겠다고 했다. 마침 원앙은 이때에 경제를 만났다. 경제가 원앙에게 옛 오나라 승상으로서 오나라의 상황과 반란 진압 가능성, 오나라가 돈과 소금을 만들어 호걸들을 불러모으는 것에 대해 물어보자 오나라에서 돈으로 사는 사람들은 간사한 사람들이므로 걱정할 것이 없다고 했고 조조도 동의했다. 경제가 원앙에게 다른 계책이 없는지 물어보자, 조조와 주변 사람들을 다 물리도록 하고 반란군이 조조를 제거할 것을 명분으로 내세웠으니 조조를 죽여서 반란군에 사죄하면 누그러트릴 수 있다고 했다.
경제는 조조를 죽여 반란군에 사죄하고, 원앙을 태상으로 삼고 오왕의 조카 덕경후 유통을 종정으로 삼아 오왕을 찾아가게 했다. 이때 오나라와 초나라는 양나라의 극벽(棘壁)을 공격하고 있었다. 먼저 친족인 덕경후가 오왕을 만나 회유하고 조서를 주었는데, 오왕은 원앙이 온 것을 알고 “내가 이미 동쪽의 황제인데 누구에게 절하겠느냐?” 하며 원앙을 만나지 않고 억류하고 자신의 장수가 되도록 겁박했다. 원앙이 거절하자 오왕은 원앙을 죽이려 했고, 원앙은 오나라 군중의 사마가 예전에 원앙에게 은혜를 입은 사람이어서 그 도움을 받아 탈출해 양나라로 가서 귀환했다.

## 오·초 전선
오나라는 반란을 결정하고 전녹백(田祿伯)을 대장군으로 삼았다. 전녹백은 자신에게 5만 군사를 따로 주어 회남·장사를 거두어들이고 무관(武關)에서 호응하도록 제안했으나, 오나라 태자가 군권을 나누어주는 것을 반대해 받아들여지지 않았다. 또 젊은 환 장군(桓將軍)은 오나라는 보병이 많고 한나라는 전차와 기병이 많으므로, 재빨리 낙양으로 진군해 양무의 창고와 오창의 곡식을 손에 넣고 낙양의 험준한 지형에 의지해 싸워야 하며, 천천히 성들을 함락시키며 가다가는 양나라와 초나라의 평지에서 싸워 패할 것이라고 했다. 오왕이 늙은 장수와 상의했는데, 늙은 장수가 반대해 이도 성사되지 않았다. 오왕이 모든 군사를 아울러서 지휘했다.
오왕이 아직 화이허를 건너기 전, 오왕의 빈객 중에 유일하게 군직을 맡지 못한 하비의 망명객 주구가 한나라의 절(節)을 달라고 해 오왕이 줬다. 하비에서는 오왕의 모반 소식을 듣고 성을 지켰는데, 주구는 성에 들어가 전사(傳舍·숙소)에서 현령을 죽이고 형제들과 친한 관리들을 불러모아 오왕이 곧 성을 함락할 것이라고 협박했다. 하비는 오나라에 항복했고, 주구는 3만 명을 얻어 오나라에 보고하고 북진하며 성읍을 노략했다. 주구가 성양나라에 이르렀을 때에는 병사가 10여만으로 불어났고, 성양중위를 격파했다. 그러나 오왕이 패주했다는 소식을 듣고, 하비로 돌아가다 등에 종기가 나 죽었다.
주아부가 막 출발해 패상(覇上)을 지나는데, 조섭(趙涉)이라는 사람이 나타나서 오왕이 부로 사람을 모아서 효산(崤山)과 민지(黽池) 사이의 험한 곳에 간자를 숨겨놨을 위험성을 지적하고, 하루이틀 돌아가는 길이지만 몰래 무관을 지나 낙양으로 가도록 진언했다. 주아부는 이를 따랐고, 낙양에 이르러 효산과 민지 사이를 수색해 과연 오나라의 복병을 찾았다. 주아부는 조섭을 호군으로 삼았다.
오나라는 화이허를 건너 초나라와 합류해, 먼저 양나라의 극벽 땅을 쳐 수만 명을 죽였고, 승기를 탔다. 양효왕은 두려워하며 오나라·초나라와 싸웠으나 또 졌고, 사졸들은 달아났다. 주아부가 형양에서 병사들을 불러모으고 있을 때 이미 양나라는 오나라와 초나라의 공격에 시달리고 있어, 양효왕은 주아부에게 직접 구원을 요청했고, 주아부가 받아들이지 않자 경제에게 주아부가 자신을 구원하도록 글을 올렸다. 경제도 양나라의 청을 받아들여 주아부에게 양나라를 구원하게 했으나, 주아부는 이마저도 거절했다. 주아부는 오나라와 초나라 군의 예봉을 처음부터 상대하기는 어렵다고 여기고, 창읍에 주둔하면서 수비를 견고히 하는 한편 궁고장후 한퇴당 등에게 경기병을 맡겨 오나라와 초나라의 양도를 끊게 했다. 양효왕은 스스로 서울 수양성을 지키면서 한안국과 장우(초나라 옛 재상 장상의 아우) 등을 장수로 써 적을 막게 했고, 결국 처절한 항전 끝에 오나라와 초나라를 격퇴하는 데 성공했다.
오나라와 초나라는 이대로 서쪽으로 가기에는 양나라의 저항이 심해, 하읍으로 가서 창읍에 틀어박혀 있는 주아부와 싸우고자 했다. 오나라와 초나라의 군량이 다하자 이들의 도발은 더욱 심해졌으나 주아부는 전혀 응하지 않았다. 한때 주아부의 군영에 혼란이 일어나기도 했으나 주아부는 잘 수습했다. 이에 오나라와 초나라는 양동작전으로 주아부의 진영 동남쪽을 야습하면서 정예병을 보내 서북쪽을 노렸으나, 주아부가 간파하고 서북쪽을 수비해 실패하고 대패했으며 주린 병사들은 급기야 서로 싸우고 달아나기에 이르렀다. 주아부는 오나라 군을 추격해 대파했다. 오왕은 대장기 아래의 장사 수천 명과 함께 밤을 틈타 단도로 달아나 반란에 호응한 동월의 보호를 받았고, 초왕은 자결했다. 대장을 잃은 오나라 군은 괴멸하자 주아부와 양나라 군에 항복해 포로가 됐고, 오나라의 각 현들도 투항했다. 또 오왕에게 천 근의 현상금을 걸었다. 오왕이 동월의 비호를 받고 있음을 안 한나라에서는 동월에 사자를 보나 회유했고, 동월에서는 오왕을 속여 죽이고 머리를 보냈다. 오왕의 태자 구(駒)는 민월로 달아났다.

## 제·조 전선
교서·교동·치천·제남나라는 반란에 가담하지 않은 제나라의 서울 임치를 포위했으나 석 달 간 함락시키지 못했다. 제나라에서는 중대부 노앙(路卬)을 황제에게 보냈고, 황제는 제나라를 견고히 지키고 있어라, 방금 오나라와 초나라를 무찔렀다고 고하게 했다. 노앙이 임치에 돌아와 보니 포위가 견고했고, 세 나라는 노앙과 맹약해 한나라가 졌다고 전하게 했다. 그러나 노앙은 성 아래에 이르러 제효왕에게 한나라가 이겨 구원군을 보내니 항복하지 말라고 했고, 세 나라는 노앙을 주살했다.
제나라는 전황이 나빠 세 나라와 함께하려 했으나 아직 맹약하기 전에 노앙이 왔고, 이에 대신들은 제효왕에게 항복하지 말 것을 권했다. 한나라에서 보낸 난포와 평양후 조양(曹襄)이 이끄는 구원군이 때마침 도착해 세 나라의 군을 무찌르고 제나라의 포위를 풀었다. 오나라와 초나라가 패주했다는 소식을 듣자 반란군은 각자 자기 나라로 돌아갔다. 교서왕의 태자 덕(德)이 돌아가는 한나라 군을 습격하고, 실패하면 바다로 달아나자고 했으나 교서왕은 허락하지 않았다. 궁고장후가 조서를 들고 와서 교서왕을 꾸짖으니 교서왕은 목숨만은 건져줄 것을 구했으나, 궁고장후는 허락하지 않았다. 이에 교서왕과 태자·태후 모두 자살했다. 교동왕·치천왕·제남왕도 모두 자살했다. 제효왕이 한때 반란에 가담하려 했다는 말을 들은 진압군은 제나라를 공격하려 했고, 제효왕도 자살했다. 제북왕 역시 자살해서 처자만이라도 지키려 했는데, 공손확(公孫玃)이 양효왕에게 가서 제북왕을 변호했다. 양효왕이 기뻐해 공손확의 말을 조정에 전했고, 제북왕은 처벌되지 않았다.
조왕은 역기의 공격을 받자 한단에서 농성하며 일곱 달을 버텼다. 조왕과 협력을 약속한 흉노는 오나라와 초나라가 졌다는 소식을 듣자 약속을 깨고 움직이지 않았다. 역기가 성을 함락하지 못하자, 제나라를 친 난포가 역기를 도우러 와 수공으로 한단성을 함몰했다. 조왕은 자살했다.

## 전후 처리
진압이 끝나자, 경제는 원래 오왕의 동생인 덕애후의 아들과 초왕의 할아버지 초원왕의 아들 유례로 두 나라의 후사를 모두 세워주려 했다. 그러나 두태후가 황실의 원로로 난을 주도한 오나라를 괘씸하게 여겨, 유례만 초왕이 됐고 오나라는 이름을 강도나라로 고쳐 여남왕에게 주었다. 제북왕은 반란군과 함께 모의했으나 실제로 반란에는 가담하지 않았기에 치천나라로 옮기고, 반란 가담을 단호히 거부한 형산왕을 표창해 제북나라로 옮겼다. 여강왕은 반란에는 가담하지 않았으나 월나라와 교류했으므로, 장강 북쪽에 있는 형산나라로 옮겼다. 여남나라와 여강나라는 폐지하고 한 조정의 직할지로 삼았다. 교서나라에는 유단을 봉했다. 한편 조나라에서 중산나라를 새로 만들어 중산정왕을 봉했다.
주아부는 조후에, 두영은 위기후에 봉했고, 이 둘은 조회에서 열후 중 가장 존귀한 대접을 받았다. 양효왕 유무 역시 오, 초의 반란 주력군 공격을 방어한 큰공을 통해 가장 영향력 있는 봉국의 왕이 되었다.
1년 후인 기원전 153년, 교동나라에 경제의 아들 유철을 왕으로 봉했다. 2년 후인 기원전 152년, 광천왕을 조나라로 옮겨 봉했다.

## 참고 자료
- 이 문서에는 다음커뮤니케이션(현 카카오)에서 GFDL 또는 CC-SA 라이선스로 배포한 글로벌 세계대백과사전의 내용을 기초로 작성된 글이 포함되어 있습니다.

1. ↑  예장군은 오기이다. 안사고 주석, 반고 찬, 《한서》35권 열전 제5 오왕 비
2. ↑  반고: 《한서》 권35 형연오전, “會孝惠、高后時天下初定，郡國諸侯各務自拊循其民。吳有豫章郡銅山，即招致天下亡命者盜鑄錢，東煑海水為鹽，以故無賦，國用饒足。”
3. ↑  위와 같음, 권49 원앙조조전제49, “遷為御史大夫，請諸侯之罪過，削其支郡。奏上，上令公卿列侯宗室雜議，莫敢難，獨竇嬰爭之，繇此與錯有隙。錯所更令三十章，諸侯讙譁。”
4. ↑  위와 같음, 권35 형연오전제5, “今吳王前有太子之隙，詐稱病不朝，於古法當誅。文帝不忍，因賜几杖，德至厚也。不改過自新，迺益驕恣，公即山鑄錢，煑海為鹽，誘天下亡人謀作亂逆。今削之亦反，不削亦反。削之，其反亟，禍小；不削之，其反遟，禍大。”
5. ↑  위와 같음, 권38 고오왕전제8, “趙王遂立二十六年，孝景時鼂錯以過削趙常山郡，”
6. ↑  위와 같음, 권35 형연오전제5, “及前二年，趙王有罪，削其常山郡。”
7. ↑  위와 같음, 권36 초원왕전제6, “王戊稍淫暴，二十年，為薄太后服私姦，削東海、薛郡，乃與吳通謀。”
8. ↑  위와 같음, 권35 형연오전제5, “三年冬，楚王來朝，錯因言楚王戊往年為薄太后服，私姦服舍，請誅之。詔赦，削東海郡。”
9. ↑  위와 같음, “膠西王卬以賣爵事有姦，削其六縣。”
10. ↑  위와 같음, 권35 형연오전제5, “王不聽，遂發使約齊、菑川、膠東、濟南，皆許諾。”
11. ↑  위와 같음, 권35 형연오전제5, “乃削吳會稽、豫章郡書至，則吳王先起兵，誅漢吏二千石以下。膠西、膠東、菑川、濟南、楚、趙亦皆反，發兵西。”
12. ↑  위와 같음, 권38 고오왕전제8, “趙王遂立二十六年，孝景時鼂錯以過削趙常山郡，諸侯怨，吳楚反，遂與合謀起兵。其相建德、內史王悍諫，不聽。遂燒殺德、悍，”
13. ↑  위와 같음, 권36 초원왕전제6, “其相張尚、太傅趙夷吾諫，不聽。遂殺尚、夷吾，”
14. ↑  위와 같음, 권35 형연오전제5, “齊王後悔，背約城守。濟北王城壞未完，其郎中令劫守王，不得發兵。”
15. ↑  위와 같음, 권44 회남형산제북왕전제14, “孝景三年，吳楚七國反，吳使者至淮南，王欲發兵應之。其相曰：「王必欲應吳，臣願為將。」王迺屬之。相已將兵，因城守，不聽王而為漢。”
16. ↑  위와 같음, “吳使者至廬江，廬江王不應，而往來使越；至衡山，衡山王堅守無二心。”
17. ↑  위와 같음, 권35 형연오전제5, “燕王、趙王故與胡王有約，燕王北定代、雲中，轉胡衆入蕭關，走長安，匡正天下，以安高廟。”
18. ↑  위와 같음, “七國之發也，吳王悉其士卒，下令國中曰：「寡人年六十二，身自將。少子年十四，亦為士卒先。諸年上與寡人同，下與少子等，皆發。」二十餘萬人。”
19. ↑  위와 같음, “南使閩、東越，閩、東越亦發兵從。”
20. ↑  위와 같음, 권94 서남이양월조선전, “后數世，孝景三年，吳王濞反，欲從閩粵，閩粵未肻行，獨東甌從。”
21. ↑  위와 같음, 권35 형연오전제5, “孝景前三年正月甲子，初起兵於廣陵。西涉淮，因并楚兵。發使遺諸侯書曰：「吳王劉濞敬問膠西王、膠東王、菑川王、濟南王、趙王、楚王、淮南王、衡山王、廬江王、故長沙王子：幸敎！”(후략)
22. ↑  위와 같음, 趙王遂亦陰使匈奴與連兵。
23. ↑  위와 같음, 권38 고오왕전제8, “其相建德、內史王悍諫，不聽。遂燒殺德、悍，發兵住其西界，欲待吳楚俱進，北使匈奴與連和。”
24. ↑  위와 같음, 권49 가의전제19, “後十年，文帝崩，景帝立，三年而吳、楚、趙與四齊王合從舉兵，西鄉京師，梁王扞之，卒破七國。”
25. ↑  위와 같음, 권53 경십삼왕전제23, “吳楚反時，非年十五，有材氣，上書自請擊吳。景帝賜非將軍印，擊吳。”
26. ↑  위와 같음, 권46 만석위직주장전제16, “吳楚反，詔綰為將，將河閒兵擊吳楚有功，拜為中尉。”
27. ↑  위와 같음, 권5 경제기제5, “吳王濞、膠西王卬、楚王戊、趙王遂、濟南王辟光、菑川王賢、膠東王雄渠皆舉兵反。大赦天下。遣太尉亞夫、大將軍竇嬰將兵擊之。”
28. ↑  위와 같음, 권52 두전관한전제22, “孝景三年，吳楚反，上察宗室諸竇無如嬰賢，召入見，固讓謝，稱病不足任。太后亦慙。於是上曰：「天下方有急，王孫寧可以讓邪？」迺拜嬰為大將軍，賜金千斤。”
29. ↑  위와 같음, “嬰言爰盎、欒布諸名將賢士在家者進之。”
30. ↑  위와 같음, 권35 형연오전제5, “七國反書聞，天子迺遣太尉條侯周亞夫將三十六將軍徃擊吳楚；遣曲周侯酈寄擊趙，將軍欒布擊齊，大將軍竇嬰屯滎陽監齊趙兵。”
31. ↑  위와 같음, 권49 원앙조조전제19, “吳楚反聞，錯謂丞史曰：「爰盎多受吳王金錢，專為蔽匿，言不反。今果反，欲請治盎，宜知其計謀。」丞史曰：「事未發，治之有絕。今兵西向，治之何益！且盎不宜有謀。」錯猶與未決。人有告盎，盎恐，夜見竇嬰，為言吳所以反，願至前，師古曰：「至天子之前也。」口對狀。嬰入言，上迺召盎。盎入見，竟言吳所以反，獨急斬錯以謝吳，吳可罷。上拜盎為泰常，竇嬰為大將軍。”
32. ↑  위와 같음, “人有告盎，盎恐，夜見竇嬰，為言吳所以反，願至前，口對狀。嬰入言，上迺召盎。”
33. ↑  위와 같음, “上與錯議出軍事，錯欲令上自將兵，而身居守。會竇嬰言爰盎，詔召入見，上方與錯調兵食。上問盎曰：「君甞為吳相，知吳臣田祿伯為人虖？今吳楚反，於公意何如？」對曰：「不足憂也，今破矣。」上曰：「吳王即山鑄錢，煑海為鹽，誘天下豪桀，白頭舉事，此其計不百全，豈發虖？何以言其無能為也？」盎對曰：「吳銅鹽之利則有之，安得豪桀而誘之！誠令吳得豪桀，亦且輔而為誼，不反矣。吳所誘，皆亡賴子弟，亡命鑄錢姦人，故相誘以亂。」錯曰：「盎策之善。」上問曰：「計安出？」盎對曰：「願屏左右。」上屏人，獨錯在。盎曰：「臣所言，人臣不得知。」迺屏錯。錯趨避東箱，甚恨。上卒問盎，對曰：「吳楚相遺書，言高皇帝王子弟各有分地，今賊臣鼂錯擅適諸侯，削奪之地，以故反名為西共誅錯，復故地而罷。方今計，獨有斬錯，發使赦吳楚七國，復其故地，則兵可毋血刃而俱罷。」於是上默然，良乆曰：「顧誠何如，吾不愛一人謝天下。」盎曰：「愚計出此，唯上孰計之。」迺拜盎為泰常，密裝治行。”
34. ↑  위와 같음, 권35 형연오전제5, “以盎為泰常，奉宗廟，使吳王，吳王弟子德侯為宗正，輔親戚。使至吳，吳楚兵已攻梁壁矣。宗正以親故，先入見，諭吳王拜受詔。吳王聞盎來，亦知其欲說，笑而應曰：「我已為東帝，尚誰拜？」不肯見盎而留軍中，欲劫使將。盎不肯，使人圍守，且殺之。盎得夜亡走梁，遂歸報。
35. ↑  위와 같음, 권49 원앙조조전제19, 及鼂錯已誅，盎以泰常使吳。吳王欲使將，不肯。欲殺之，使一都尉以五百人圍守盎軍中。初，盎為吳相時，從史盜私盎侍兒。盎知之，弗泄，遇之如故。人有告從史，「君知女與侍者通」，迺亡去。盎驅自追之，遂以侍者賜之，復為從史。及盎使吳見守，從史適在守盎校為司馬，迺悉以其裝齎買二石醇醪，會天寒，士卒飢渴，飲醉西南陬卒，卒皆卧。司馬夜引盎起，曰：「君可以去矣，吳王期旦日斬君。」盎弗信，曰：「何為者？」司馬曰：「臣故為君從史盜侍兒者也。」盎乃驚，謝曰：「公幸有親，吾不足絫公。」司馬曰：「君弟去，臣亦且亡，辟吾親，君何患！」迺以刀決帳，道從醉卒直出。司馬與分背。盎解節旄懷之，屐步行七十里，明，見梁騎，馳去，遂歸報。”
36. ↑  위와 같음, 권5 경제기제5, “斬御史大夫晁錯以謝七國。”
37. ↑  위와 같음, 권35 형연오전, “吳王之初發也，吳臣田祿伯為大將軍。田祿伯曰：「兵屯聚而西，無它竒道，難以立功。臣願得五萬人，別循江淮而上，收淮南、長沙，入武關，與大王會，此亦一竒也。」吳王太子諫曰：「王以反為名，此兵難以藉人，人亦且反王，柰何？且擅兵而別，多它利害，徒自損耳。」吳王即不許田祿伯。”
38. ↑  위와 같음, 吳少將桓將軍說王曰：「吳多步兵，步兵利險；漢多車騎，車騎利平地。願大王所過城不下，直去，疾西據雒陽武庫，食敖倉粟，阻山河之險以令諸侯，雖無入關，天下固已定矣。大王徐行，留下城邑，漢軍車騎至，馳入梁楚之郊，事敗矣。」吳王問吳老將，老將曰：「此年少推鋒可耳，安知大慮！」於是王不用桓將軍計。
39. 1 2  위와 같음, 王專并將其兵，未度淮，諸賔客皆得為將、校尉、行閒候、司馬，獨周丘不用。周丘者，下邳人，亡命吳，酤酒無行，王薄之，不任。周丘乃上謁，說王曰：「臣以無能，不得待罪行閒。臣非敢求有所將也，願請王一漢節，必有以報。」王迺予之。周丘得節，夜馳入下邳。下邳時聞吳反，皆城守。至傳舍，召令入戶，使從者以罪斬令。遂召昆弟所善豪吏告曰：「吳反兵且至，屠下邳不過食頃。今先下，家室必完，能者封侯至矣。」出乃相告，下邳皆下。周丘一夜得三萬人，使人報吳王，遂將其兵北略城邑。比至城陽，兵十餘萬，破城陽中尉軍。聞吳王敗走，自度無與共成功，即引兵歸下邳。未至，癕發背死。
40. ↑  위와 같음, 권40 장진왕주전, “亞夫旣發，至霸上，趙涉遮說亞夫曰：「將軍東誅吳楚，勝則宗廟安，不勝則天下危，能用臣之言乎？」亞夫下車，禮而問之。涉曰：「吳王素富，懷輯死士乆矣。此知將軍且行，必置閒人於殽黽阸陿之閒。且兵事上神密，將軍何不從此右去，走藍田，出武關，抵雒陽，閒不過差一二日，直入武庫，擊鳴鼓。諸侯聞之，以為將軍從天而下也。」太尉如其計。至雒陽，使吏搜殽黽閒，果得吳伏兵。迺請涉為護軍。”
41. ↑  위와 같음, 권35 형연오전제5, “初，吳王之度淮，與楚王遂西敗棘壁，乘勝而前，銳甚。”
42. ↑  위와 같음, 권47 문삼왕전제17, 其春，吳、楚、齊、趙七國反，先擊梁棘壁，殺數萬人。”
43. ↑  위와 같음, 권35 형연오전제5, “梁孝王恐，遣將軍擊之，又敗梁兩軍，士卒皆還走。”
44. ↑  위와 같음, 권40 장진왕주전제10, “亞夫以中尉為太尉，東擊吳楚。因自請上曰：「楚兵剽輕，難與爭鋒。願以梁委之，絕其食道，迺可制也。」上許之。…(중략)… 亞夫至，會兵滎陽。吳方攻梁，梁急，請救。亞夫引兵東北走昌邑，深壁而守。梁王使使請亞夫，亞夫守便宜，不往。梁上書言景帝，景帝詔使救梁。亞夫不奉詔，堅壁不出，而使輕騎兵弓高侯等絕吳楚兵後食道。”
45. ↑  위와 같음, 권35 형연오전제5, “條侯將乘六乘傳，會兵滎陽。至雒陽，見劇孟，喜曰：「七國反，吾乘傳至此，不自意全。又以為諸侯已得劇孟。孟今無動，吾據滎陽，滎陽以東無足憂者。」至淮陽，問故父絳侯客鄧都尉曰：「策安出？」客曰：「吳楚兵銳甚，難與爭鋒。楚兵輕，不能久。方今為將軍計，莫若引兵東北壁昌邑，以梁委吳，吳必盡銳攻之。將軍深溝高壘，使輕兵絕淮泗口，塞吳饟道。使吳、梁相敝而糧食竭，乃以全制其極，破吳必矣。」條侯曰：「善。」從其策，遂堅壁昌邑南，輕兵絕吳饟道。”
46. ↑  위와 같음, 권35 형연오전제5, “梁數使使條侯求救，條侯不許。又使使愬條侯於上，上使告條侯救梁，又守便宜不行。”
47. ↑  장진왕주전에서는 오나라와 초나라와의 교전을 피하고 보급을 교란하는 계책이 주아부가 출발 전 경제에게 직접 발안한 것으로, 형연오전에서는 회양에서 옛 주발의 문객 등도위에게 받은 것으로 되어 있다. 안사고는 어느 쪽이 옳은지 알 수 없다고 했다. 한서가 베껴온 사기 강후주발세가와 오왕유비열전도 같은 내용이다.
48. ↑  위와 같음, 권74 문삼왕전제17, “梁王城守睢陽，而使韓安國、張羽等為將軍以距吳、楚。”
49. ↑  위와 같음, 권35 형연오전제5, “梁使韓安國及楚死事相弟張羽為將軍，乃得頗敗吳兵。”
50. ↑  위와 같음, 권74 문삼왕전제17, “吳、楚以梁為限，不敢過而西，與太尉亞夫等相距三月。”
51. ↑  위와 같음, 권35 형연오전제35, “吳兵欲西，梁城守，不敢西，即走條侯軍，會下邑。欲戰，條侯壁，不肯戰。”
52. ↑  위와 같음, 권40 장진왕주전제10, “吳楚兵乏糧，飢，欲退，數挑戰，終不出。”
53. ↑  위와 같음, 권35 형연오전제5, “欲戰，條侯壁，不肯戰。吳糧絕，卒飢，數挑戰，”
54. ↑  위와 같음, 권40 장진왕주전제10, “夜，軍中驚，內相攻擊擾亂，至於帳下。亞夫堅卧不起。頃之，復定。”
55. ↑  위와 같음, 권40 장진왕주전제10, “吳奔壁東南陬，亞夫使備西北。已而其精兵果奔西北，不得入。吳楚旣餓，迺引而去。”
56. ↑  위와 같음, 권35 형연오전제5, “遂夜奔條侯壁，驚東南。條侯使備西北，果從西北。不得入，吳大敗，士卒多飢死叛散。”
57. ↑  위와 같음, 권40 장진왕주전제10, “亞夫出精兵追擊，大破吳王濞。”
58. ↑  위와 같음, 권40 장진왕주전제10, “吳王濞棄其軍，與壯士數千人亡走，保於江南丹徒。”
59. ↑  위와 같음, 권35 형연오전제5, “於是吳王迺與其戲下壯士千人夜亡去，度淮走丹徒，保東越。”
60. ↑  위와 같음, “楚王戊軍敗，自殺。”
61. ↑  위와 같음, 권40 장진왕주전제10, “漢兵因乘勝，遂盡虜之，降其縣，購吳王千金。”
62. ↑  위와 같음, 권35 형연오전제5, “吳王之棄軍亡也，軍遂潰，往往稍降太尉條侯及梁軍。”
63. ↑  위와 같음, 권40 장진왕주전제10, “月餘，越人斬吳王頭以告。”
64. ↑  위와 같음, 권35 형연오전제5, “漢使人以利啗東越，東越即紿吳王，吳王出勞軍，使人鏦殺吳王，盛其頭，馳傳以聞。“
65. ↑  위와 같음, 권95 서남이양월조선전제65, “及吳破，東甌受漢購，殺吳王丹徒，以故得不誅。”
66. ↑  위와 같음, 권35 형연오전제5, 吳王太子駒亡走閩越。
67. ↑  위와 같음, 권95 서남이양월조선전제65, “吳王子駒亡走閩粵，”
68. ↑  위와 같음, 권35 형연오전, “膠西王、膠東王為渠率，與菑川、濟南共攻圍臨菑。(중략) 三王之圍齊臨菑也，三月不能下。漢兵至，膠西、膠東、菑川王各引兵歸國。”
69. ↑  위와 같음, 권38 고오왕전제8, “立十一年，孝景三年，吳楚反，膠東、膠西、菑川、濟南王皆發兵應吳楚。欲與齊，齊孝王狐疑，城守不聽。三國兵共圍齊，齊王使路中大夫告於天子。天子復令路中大夫還報，告齊王堅守，漢兵今破吳楚矣。路中大夫至，三國兵圍臨菑數重，無從入。三國將與路中大夫盟曰：「若反言漢已破矣，齊趣下三國，不且見屠。」路中大夫旣許，至城下，望見齊王，曰：「漢已發兵百萬，使太尉亞夫擊破吳楚，方引兵救齊，齊必堅守無下！」三國將誅路中大夫。齊初圍急，陰與三國通謀，約未定，會路中大夫從漢來，其大臣乃復勸王無下三國。會漢將欒布、平陽侯等兵至齊，擊破三國兵，解圍。”
70. ↑  위와 같음, 권26 천문지제6, “吳、楚兵先至攻梁，膠西、膠東、淄川三國攻圍齊。漢遣大將軍周亞夫等戍止河南，以候吳楚之敝，遂敗之。吳王亡走粵，粵攻而殺之。平陽侯敗三國之師于齊，咸伏其辜，齊王自殺。”
71. ↑  교서, 교동, 치천, 제남 네 나라가 제나라를 공격했다고 나오지만, 이후에는 제나라를 공격한 나라들을 '세 나라'로 일컫는다. 한서 천문지에 따르면 교서, 교동, 치천 세 나라가 제나라를 공격했다고 하지만, 한서 고오왕전의 장안(張晏)의 설에서는 교서, 치천, 제남 세 나라다.
72. ↑  위와 같음, 권35 형연오전, “膠西王徒跣，席稾，飲水，謝太后。王太子德曰：「漢兵還，臣觀之已罷，可襲，願收王餘兵擊之，不勝而逃入海，未晚也。」王曰：「吾士卒皆已壞，不可用之。」不聽。漢將弓高侯頹當遺王書曰：「奉詔誅不義，降者赦，除其罪，復故；不降者滅之。王何處？須以從事。」王肉袒叩頭漢軍壁，謁曰：「臣卬奉法不謹，驚駭百姓，迺苦將軍遠道至于窮國，敢請菹醢之罪。」弓高侯執金鼓見之，曰：「王苦軍事，願聞王發兵狀。」王頓首䣛行對曰：「今者，朝錯天子用事臣，變更高皇帝法令，侵奪諸侯地。卬等以為不義，恐其敗亂天下，七國發兵，且誅錯。今聞錯已誅，卬等謹已罷兵歸。」將軍曰：「王苟以錯為不善，何不以聞？及未有詔虎符，擅發兵擊義國。以此觀之，意非徒欲誅錯也。」乃出詔書為王讀之，曰：「王其自圖。」師古曰：「圖，謀也。」王曰：「如卬等死有餘罪。」遂自殺。太后、太子皆死。膠東、菑川、濟南王皆伏誅。”
73. ↑  위와 같음, 권3 경제기제3, “膠西王卬、楚王戊、趙王遂、濟南王辟光、菑川王賢、膠東王雄渠皆自殺。”
74. ↑  위와 같음, 권38 고오왕전제8, “已後聞齊初與三國有謀，將欲移兵伐齊。齊孝王懼，飲藥自殺。”
75. ↑  위와 같음, 권51 가추매노전제21, “初，吳王濞與七國謀反，及發，齊、濟北兩國城守不行。漢旣破吳，齊王自殺，不得立嗣。濟北王亦欲自殺，幸全其妻子。齊人公孫玃謂濟北王曰：「臣請試為大王明說梁王，通意天子，說而不用，死未晚也。」公孫玃遂見梁王，曰：「夫濟北之地，東接彊齊，南牽吳越，北脅燕趙，此四分五裂之國，權不足以自守，勁不足以扞寇，又非有竒怪云以待難也，雖墜言於吳，非其正計也。昔者鄭祭仲許宋人立公子突以活其君，非義也，春秋記之，為其以生易死，以存易亡。鄉使濟北見情實，示不從之端，則吳必先歷齊畢濟北，招燕、趙而緫之。如此，則山東之從結而無隙矣。今吳楚之王練諸侯之兵，敺白徒之衆，西與天子爭衡，濟北獨厎節堅守不下。使吳失與而無助，跬步獨進，瓦解土崩，破敗而不救者，未必非濟北之力也。夫以區區之濟北而與諸侯爭彊，是以羔犢之弱而扞虎狼之敵也。守職不橈，可謂誠一矣。功義如此，尚見疑於上，脅肩低首，絫足撫衿，使有自悔不前之心，非社稷之利也。臣恐藩臣守職者疑之。臣竊料之，能歷西山，徑長樂，抵未央，攘袂而正議者，獨大王耳。上有全亡之功，下有安百姓之名，德淪於骨髓，師古曰：「淪，入也。」恩加於無窮，願大王留意詳惟之。」孝王大說，使人馳以聞。”
76. ↑  사마천: 《사기》 권50 초원왕세가제20, “漢已平吳楚，孝景帝欲以德侯子續吳，以元王子禮續楚。竇太后曰：「吳王，老人也，宜為宗室順善。今乃首率七國，紛亂天下，柰何續其後！」不許吳，許立楚後。是時禮為漢宗正。乃拜禮為楚王，奉元王宗廟，是為楚文王。”
77. ↑  위와 같음, 권53 경십삼왕전23, “吳已破，徙王江都，治故吳國，以軍功賜天子旗。”
78. ↑  위와 같음, 권38 고오왕전제8, “濟北王志，吳楚反時初亦與通謀，後堅守不發兵，故得不誅，徙王菑川。”
79. ↑  위와 같음, 권44 회남형산제북왕전제14, “吳使者至廬江，廬江王不應，而往來使越；至衡山，衡山王堅守無二心。孝景四年，吳楚已破，衡山王朝，上以為貞信，迺勞苦之曰：「南方卑溼。」徙王王於濟北以襃之。及薨，遂賜謚為貞王。廬江王以邊越，數使使相交，徙為衡山王，王江北。”